# François Merry Delabost
François Merry Delabost (29 de agosto de 1836 - 11 de março de 1918) foi um médico francês. 
Médico-chefe em uma prisão francesa em Ruão, é conhecido por ser o inventor do chuveiro em 1872.